# گئورگ ونتسسلاوس فن کنوبلسدرف
گئورگ ونتسسلاوس فن کنوبلسدرف (انگلیسی: Georg Wenzeslaus von Knobelsdorff؛ ۱۷ فوریهٔ ۱۶۹۹ – ۱۶ سپتامبر ۱۷۵۳) یک معمار اهل آلمان بود.